# ورزشگاه مونتیلیوی

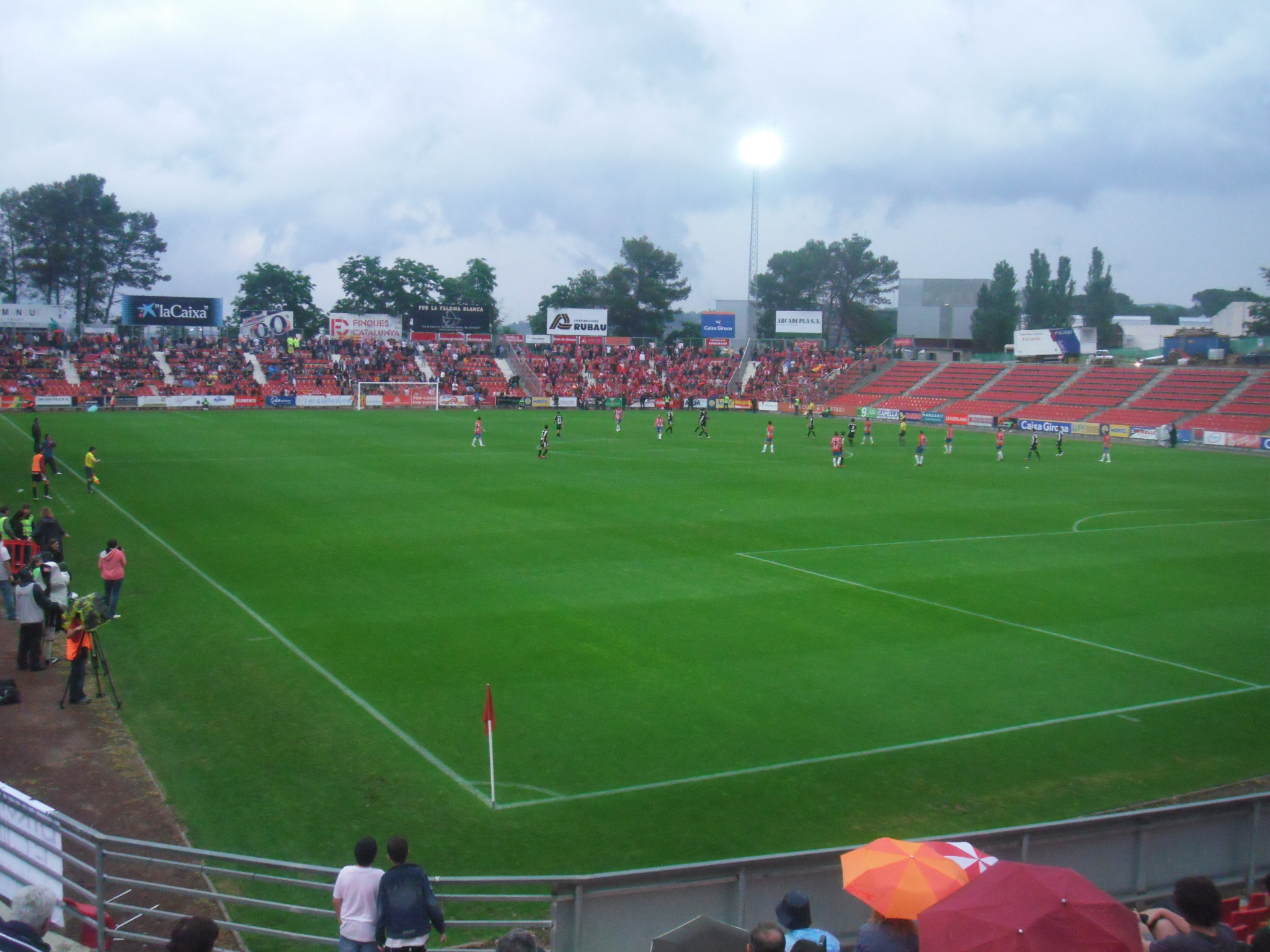
ورزشگاه مونتیلیوی در کشور اسپانیا.

ورزشگاه مونتیلیوی (به اسپانیایی: Estadio Montilivi) با ظرفیت ۱۳٬۵۰۰ نفر یکی از ورزشگاه‌های فوتبال کشور اسپانیا است که در شهر خیرونا ایالت کاتالونیا واقع شده‌است. این ورزشگاه در سال ۱۹۷۰ بازگشایی شد و در حال حاضر بازی‌های خانگی باشگاه فوتبال خیرونا در آن برگزار می‌گردد.